# Beata Olenderek
Beata Olenderek z d. Mielczarek (ur. 12 marca 1991 w Wieluniu) – polska siatkarka, grająca na pozycji przyjmującej. Od sezonu 2017/2018 występuje w drużynie LTS Legionovia Legionowo.
Karierę rozpoczynała w miejscowym zespole WKS Wieluń, z którym w 2005 roku zajęła 4. miejsce w mistrzostwach Polski młodziczek. Stamtąd w 2005 roku trafiła do MUKS Sparta Warszawa, z którym wywalczyła w sezonie 2007/2008 złoty medal mistrzostw Polski w kategorii kadetek oraz brązowy medal mistrzostw Polski juniorek. Po pięciu latach zmieniła barwy klubowe na LTS Legionovia Legionowo. Po roku gry w podwarszawskim zespole została wypożyczona do AZS Politechniki Warszawskiej. Kolejne dwa sezony rozegrała w ubiegającym się o awans do I-ligi zespole Nike Węgrów. Na parkiety siatkarskiej ekstraklasy powróciła w roku 2015 w barwach KSZO Ostrowiec Świętokrzyski. Od 2016 roku do 2017 była zawodniczką dwukrotnego mistrza Polski, Trefla Sopot.
Żona trenera siatkarskiego, Piotra Olenderka, byłego szkoleniowca jej drużyny – DPD Legionovia. Od 2019 roku bez klubu.